# Amphimoea staudingeri
Amphimoea staudingeri är en fjärilsart som beskrevs av Druce 1888. Amphimoea staudingeri ingår i släktet Amphimoea och familjen svärmare. Inga underarter finns listade i Catalogue of Life.